# ضغط انتكاس الإلكترون
ضغط انتكاس الإلكترون هو مظهر خاص من مظاهر الظاهرة الأكثر عمومية لضغط تنكس الكم . مبدأ استبعاد باولي لا يسمح لجسيمين متطابقين نصف عدد صحيح ( الإلكترونات وجميع الفرميونات الأخرى) من احتلال نفس الحالة الكمومية في نفس الوقت. والنتيجة هي ضغط ناشئ ضد انضغاط المادة إلى أحجام أصغر من الفضاء. ينتج ضغط انتكاس الإلكترونات من نفس الآلية الأساسية التي تحدد البنية المدارية للإلكترون للمادة الأولية. بالنسبة للمادة الكتلية التي لا تحتوي على شحنة كهربائية صافية ، فإن التجاذب بين الإلكترونات والنواة يتجاوز التنافر المتبادل للإلكترونات بالإضافة إلى التنافر المتبادل للنواة ؛ لذلك في حالة عدم وجود ضغط انتكاس الإلكترون ، فإن المادة ستنهار تحت قوتها الجاذبية إلى نواة واحدة (مثل أن تصبح [[قزم أبيض]]) . في عام 1967 ، أظهر فريمان دايسون أن المادة الصلبة تستقر بضغط الانحلال الكمي بدلاً من التنافر الكهروستاتيكي. لهذا السبب ، يخلق انتكاس الإلكترون حاجزًا أمام انهيار الجاذبية للنجوم عند نهاية عمرها وهو مسؤول عن تكوين الأقزام البيضاء .

## من نظرية غاز فيرمي

مقارنة منحنيات الضغط مقابل درجة الحرارة للغازات المثالية الكمومية والكلاسيكية (غاز فيرمي ، غاز بوز) في ثلاثة أبعاد. طبقا لتنافر باولي في الفرميونات ينشأ ضغطًا إضافيًا على غاز كلاسيكي مكافئ ، وبشكل أكثر وضوحًا عند درجة حرارة منخفضة.

تنتمي الإلكترونات إلى عائلة من الجسيمات تعرف باسم الفرميونات . تتبع الفرميونات ، مثل البروتون أو النيوترون ، مبدأ باولي وإحصاءات فيرمي ديراك . بشكل عام ، بالنسبة لمجموعة من الفرميونات غير المتفاعلة ، والمعروفة أيضًا باسم غاز فيرمي ، يمكن معالجة كل جسيم بشكل مستقل باستخدام طاقة الفرميون المفردة التي تعطيها المعادلة الحركية المعروفة ،{\displaystyle E={\frac {p^{2}}{2m}},}حيث p هو زخم جسيم واحد و m كتلته. كل حالة زخم ممكنة لإلكترون داخل هذا الحجم حتى زخم فيرمي pF مشغول.
يمكن حساب ضغط الانتكاس عند درجة حرارة صفر على النحو {\displaystyle P={\frac {2}{3}}{\frac {E_{\text{tot}}}{V}}={\frac {2}{3}}{\frac {p_{\rm {F}}^{5}}{10\pi ^{2}m\hbar ^{3}}},}حيث V هو الحجم الكلي للنظام و E tot هو إجمالي الطاقة للمجموعة. على وجه التحديد بالنسبة لضغط تنكس الإلكترون ، يتم استبدال m بكتلة الإلكترون me ويتم الحصول على زخم Fermi من طاقة Fermi ، لذلك يتم إعطاء ضغط انحلال الإلكترون بواسطة{\displaystyle P_{\text{e}}={\frac {(3\pi ^{2})^{2/3}\hbar ^{2}}{5m_{\text{e}}}}\rho _{\text{e}}{}^{5/3},}حيث ρe هي كثافة الإلكترون الحرة (عدد الإلكترونات الحرة لكل وحدة حجم). بالنسبة لحالة المعدن ، يمكن للمرء أن يثبت أن هذه المعادلة تظل صحيحة تقريبًا بالنسبة لدرجات حرارة أقل من درجة حرارة فيرمي ، حوالي 106 كلفن .
عندما تصل طاقات الجسيمات إلى مستويات نسبية ( أي تكون سرعات الجسيمات قريبة من سرعة الضوء) ، فإن الصيغة المعدلة هي التي تكون صحيحة ومطلوبة. نجد أن يتناسب ضغط الانتكاس النسبي مع ρe4/3 .

## أمثلة

### المعادن
بالنسبة لحالة الإلكترونات في المادة الصلبة المتبلورة ، يتم تبرير العديد من التقريبات بعناية لمعاملة الإلكترونات كجسيمات مستقلة. النماذج المعتادة هي نموذج الإلكترون الحر ونموذج الإلكترون شبه الحر . في الأنظمة المناسبة ، يمكن حساب ضغط انتكاس الإلكترون ؛ يمكن إثبات أن هذا الضغط هو مساهم مهم في الانضغاطية أو معامل الكتلة للمعادن.

### الأقزام البيضاء
سيوقف ضغط تنكس الإلكترون انهيار الجاذبية للنجم إذا كانت كتلته أقل من حد شاندراسيخار (1.44 كتلة شمسية  ). هذا هو الضغط الذي يمنع النجم القزم الأبيض من استمراره في الانهيار. النجم الذي يتجاوز هذا الحد للكتلة وبدون ضغط كبير ناتج حراريًا سيستمر في الانهيار ليشكل إما نجمًا نيوترونيًا أو ثقبًا أسودا ، لأن ضغط الانتكاس الذي توفره الإلكترونات أضعف من الجاذبية الداخلية.

## أنظر أيضا
- تفاعل التبادل
- مستوى فيرمي
- تكاثف بوز-آينشتاين
- الكثافة النووية
- مادة غريبة
- ضغط انتكاس النيوترون